# К-292
К-292 (Б-292 «Пермь») — российская атомная подводная лодка проекта 671РТМК «Щука».

## История
Зачислена в списки кораблей ВМФ СССР 3 марта 1983 года.
29 апреля 1987 года была спущена на воду, 27 ноября того же года вошла в строй.
30 декабря 1987 года вошла в состав 33-й дивизии 1-й флотилии Краснознамённого Северного флота. С 1988 по 1993 год несла службу в Арктике, Гренландском и Баренцевом морях. Позднее была обнаружена трудноустранимая неисправность.
Не выходила в море с 1996 года. 28 июля 2002 года был подписан договор согласно которому город Пермь взял шефство над подводной лодкой. Благодаря помощи и повышенному вниманию города командованием ВМФ России были определены стоимость и срок постановки на ремонт — 2004 год. Но на более современной подлодке 7–й дивизии произошёл пожар и средства, предназначавщиеся для ремонта Б-292 «Пермь» были переданы на ремонт пострадавшей подлодки.
В июне 2006 года атомная подводная лодка Б–292 «Пермь» прибыла к причалу №9 завода «Звёздочка» для утилизации. Деньги были выделены Канадой в рамках международной программы «Совместное уменьшение угрозы». Б-292 «Пермь» стала восьмой атомной подводной лодкой, утилизированной за счёт этой страны.